# Veerweg (Culemborg)
De Veerweg is een straat in de Nederlandse stad Culemborg. De Veerweg loopt vanaf de Veerkade en de rivier de Lek tot aan de Havendijk waarin hij overgaat. Naast de Veerweg ligt Jachthaven en Camping De Helling met haar Watersportvereniging De Helling. Zijstraten van de Veerweg zijn de Steenovenslaan en het Kleine Buitenom. De straat eindigt aan de Lek, alwaar men het pontveer richting Schalkwijk kan nemen. Nabij dit veer ligt de Kuilenburgse spoorbrug, de brug over de Lek die in gebruik is bij het treinverkeer.
De veerweg is in 1650 aangelegd. De Kleine Lek - een nevengeul van de Lek - werd hierbij afgedamd. Het belang van het kleine haventje bij de Lekpoort nam hierdoor toe, hetgeen ten koste ging van de Ronde Haven die aan de noordwestzijde van de stad lag. Vanaf 1860 was Culemborg een halteplaats voor een raderbootdienst vanuit Rotterdam en Schoonhoven, vanaf 1896 onder de naam Rederij op de Lek. Uit die tijd dateert de Wachtkamer der stoombooten aan de Veerweg. De woningen Veerweg 54-78 zijn voormalige arbeiderswoningen van de jeneverproducent Hoytema.
Aan de Veerweg liggen tal van gemeentelijke monumenten, waaronder een 19e-eeuwse stadspomp. Ook telt de Veerweg twee rijksmonumenten:
- Een muurschildering met reclame voor Graaf Egbert-sigaren uit 1933. Het sigarenmerk werd geproduceerd door de Nederlandsche Sigarenfabriek Dejaco die in deze buurt gevestigd was. De schildering is in 1984 en 2005 gerestaureerd.[3][4]
- Rijkspeilschaalhuisje uit circa 1890. Hier werd vroeger de waterstand van de Lek gemeten.[5]

## Fotogalerij

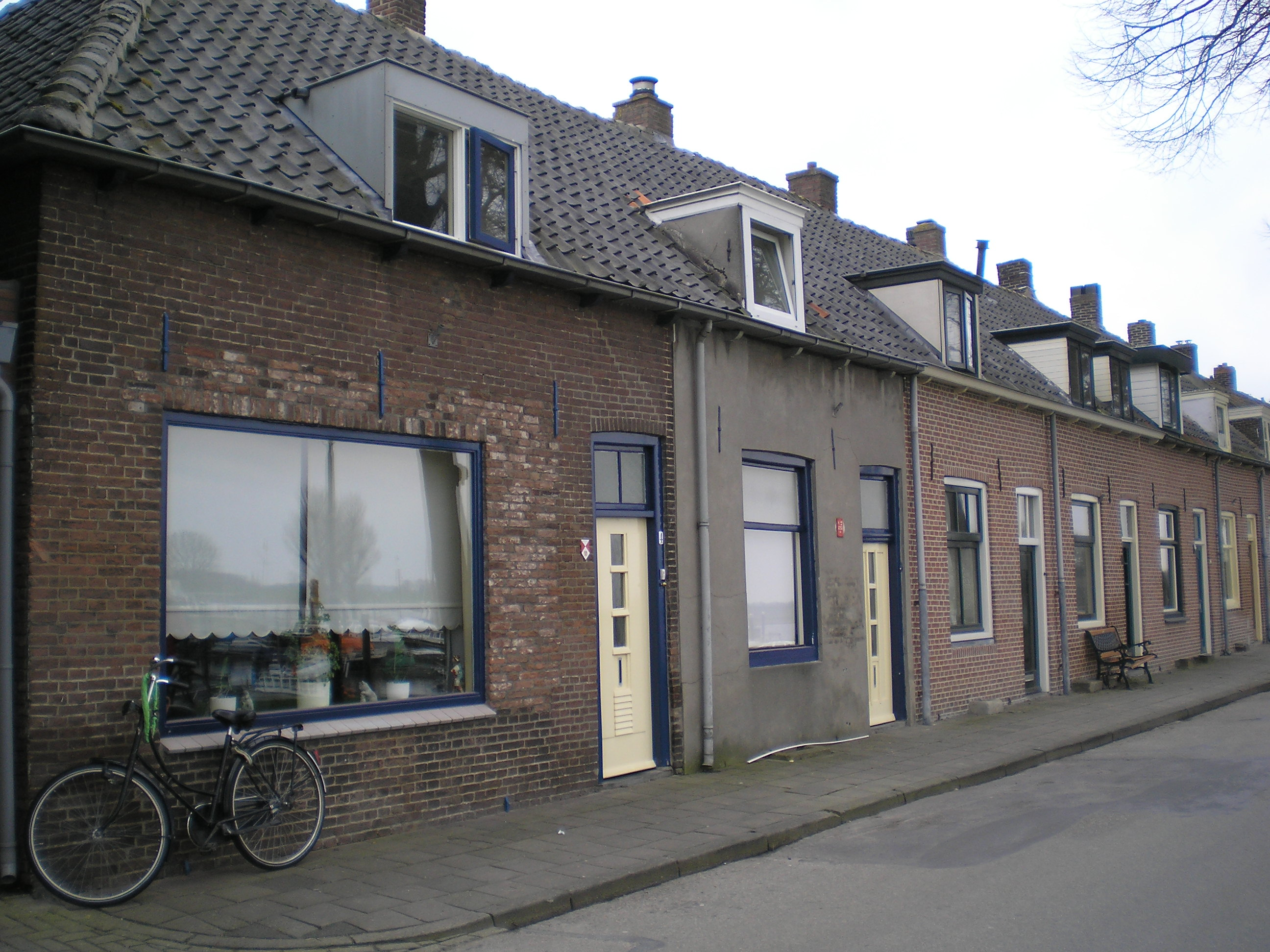
Veerweg met monumentale huizen
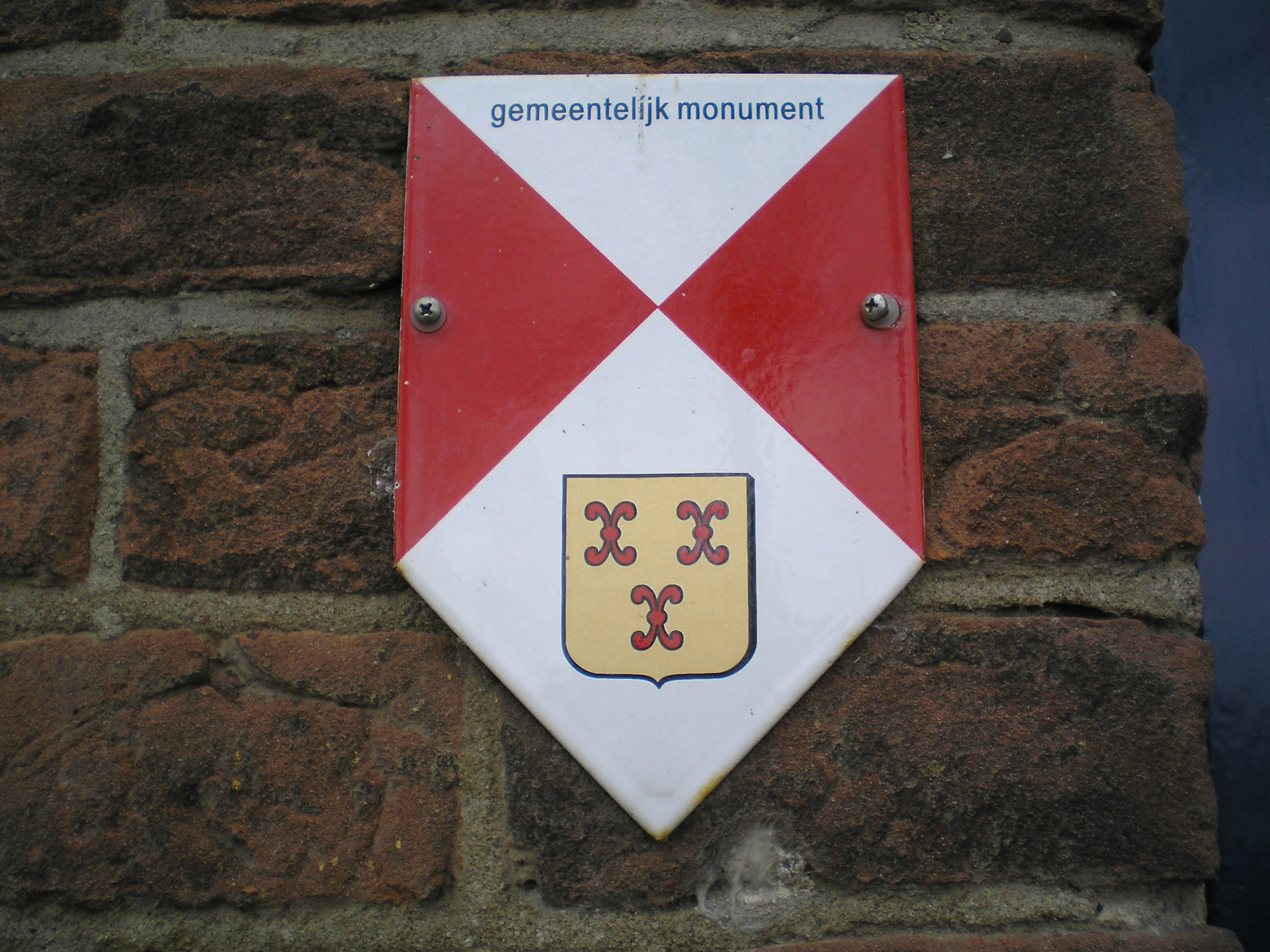
Bord gemeentelijk monument
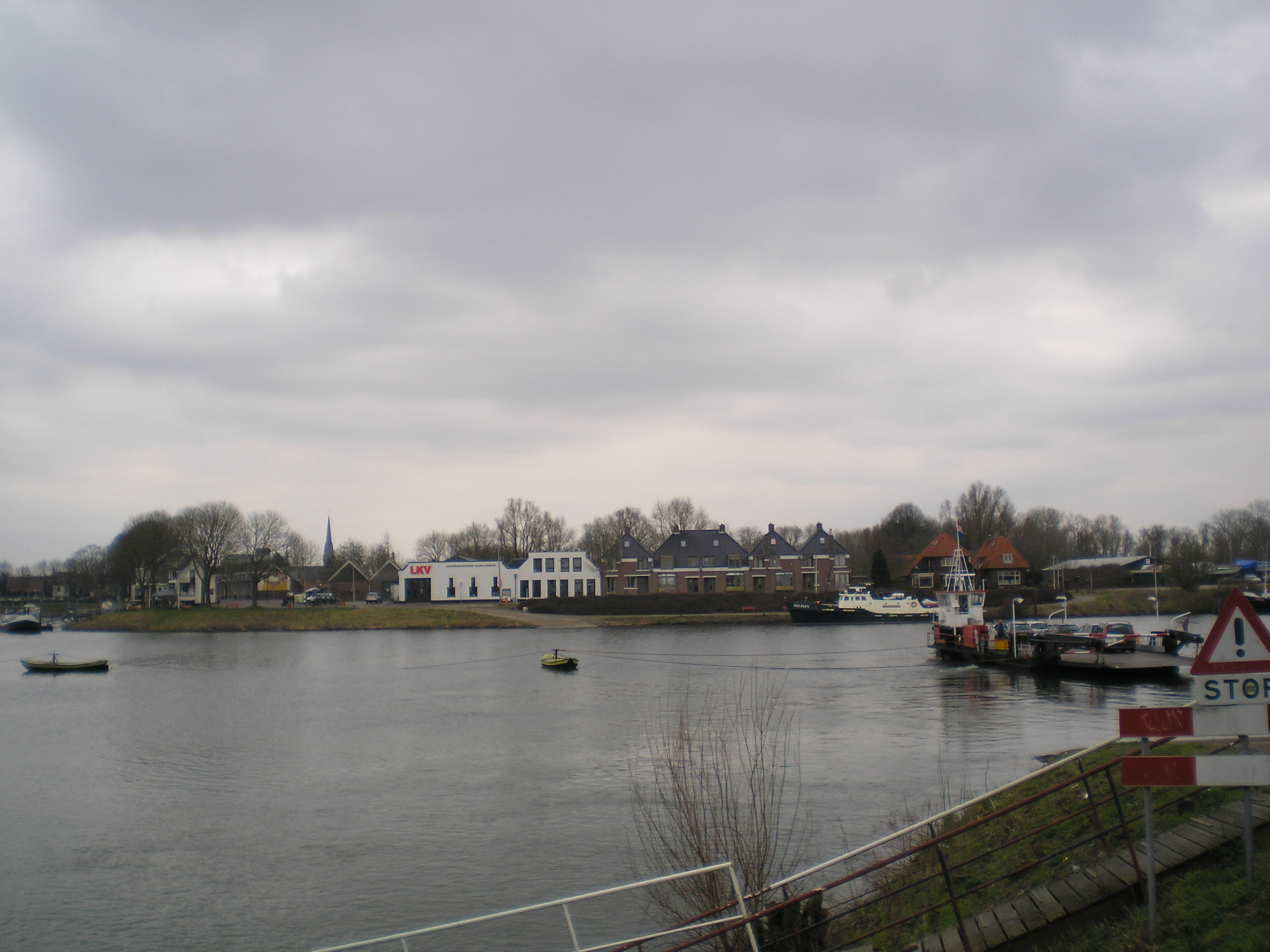
Veerpont bij de Lek met aan de overkant de Veerweg
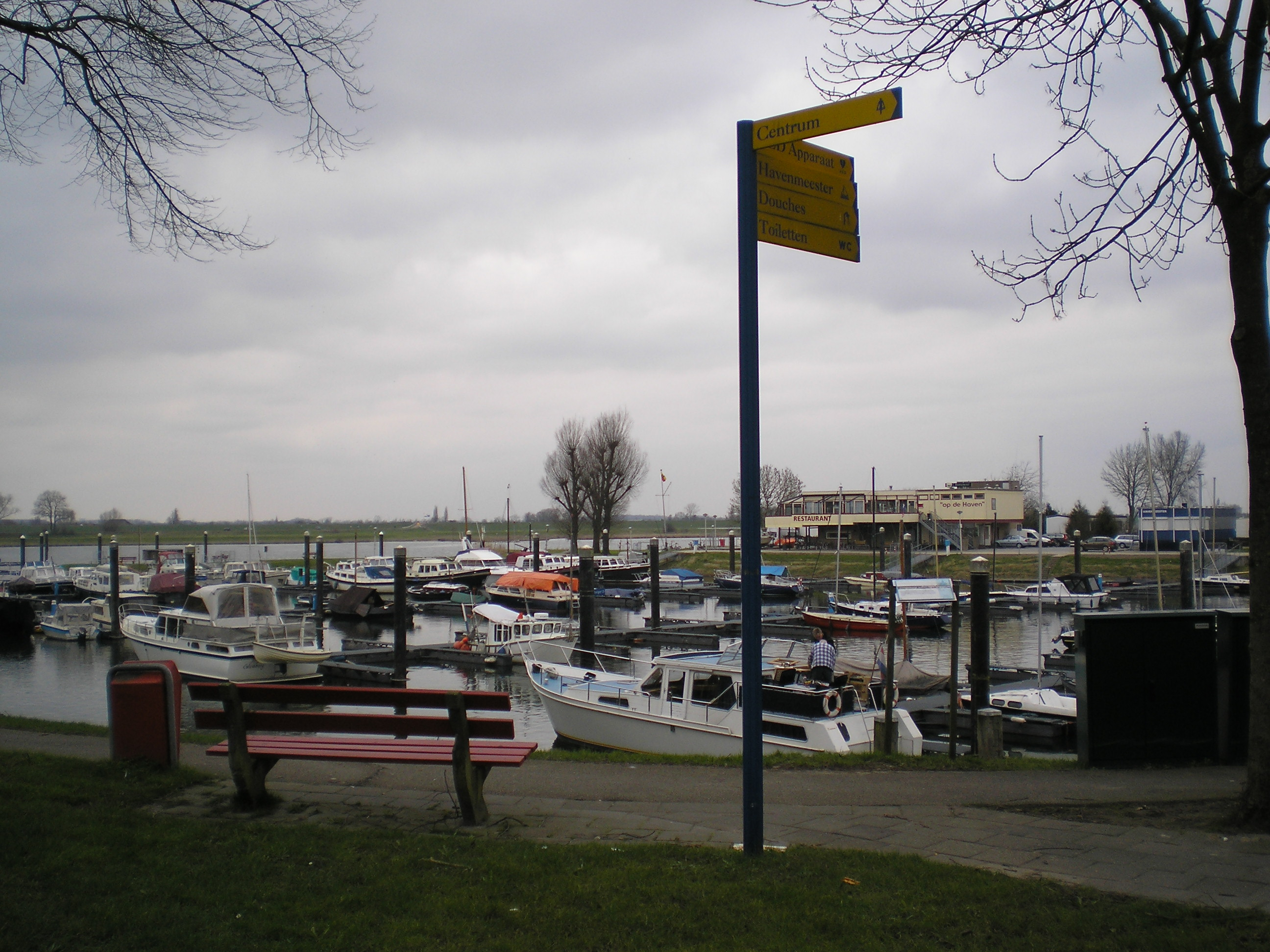
Jachthaven